# 陶敦
陶敦（?—?），字文理，河南郡京县（今河南省荥阳市东南）人，东汉司空。
陶敦在汉安帝时期作少府，汉顺帝刚即位，延光四年（125年）司空刘授因阿附叛逆，所征官吏也非适当人选，被免官。十二月初一，汉顺帝擢升陶敦为司空。永建元年（126年）十月初九，因为错弹劾司隶校尉虞诩，汉顺帝将司空陶敦免官。张晧继任。